# Intercettatore sonar

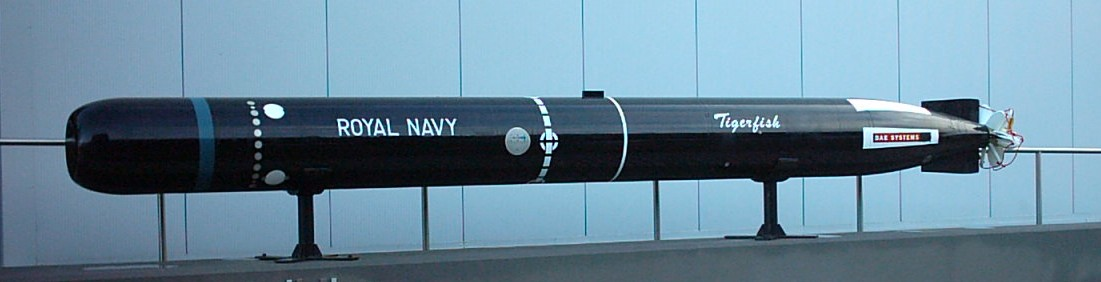
Siluro filoguidato con ricerca attiva: (vettore)

L'intercettatore sonar è un apparato di localizzazione subacquea simile al sonar passivo, è però indirizzato soltanto alla scoperta degli impulsi emessi dai siluri, genericamente indicati come vettori, (siluri filoguidati con ricerca attiva) in un campo di frequenze molto più elevato che nel passivo, esegue inoltre il controllo delle loro accostate .
L'apparato è di notevole importanza per la navigazione dei sottomarini nelle fasi di sorveglianza o di attacco.
L’estensione del campo di frequenza rispetto al sonar passivo è dovuta al fatto che i vettori, date le ridotte dimensioni delle basi acustiche di emissione, devono operare a frequenze elevate per avere buoni guadagni di direttività.

## Descrizione
La descrizione dell'intercettatore è articolata secondo la struttura del sonar passivo con le varianti che diversificano i due sistemi di localizzazione subacquea.

### Caratteristiche dei bersagli rilevate dal sonar
Le caratteristiche dei bersagli dedotte dall'intercettatore sono:
- Posizione angolare rispetto al Nord [N 2]
- Traiettoria
- Misura della quota
- Rilevamento delle accostate
- Misura della distanza [N 3]

### Sequenza operativa
La sequenza operativa dell'intercettatore raccoglie tute le funzioni e/o gli eventi che si sviluppano nel localizzatore ed in mare dall'inizio dell'attività di ricerca dei vettori alla scoperta e visualizzazione delle loro tracce:
Nel localizzatore ed in mare: Valutazioni delle condizioni ambientali (tracciamento dei raggi acustici e calcoli di previsione della portata) 
Nel localizzatore ed in mare: Trasduzione degli impulsi acustici ricevuti con la base idrofonica in segnali elettrici.
Soltanto in mare: Si affrontano i problemi dovuti al rumore del mare e ai disturbi generati dal sistema di propulsione dal vettore lungo la sua corsa
Soltanto nel localizzatore: Elaborazione dati e visualizzazione delle tracce degli impulsi emessi dai vettori.

### Sistema di ricezione
Il sistema dì ricezione degli impulsi acustici dell 'intercettatore è, a grandi linee, costituito da una base idrofonica in alta frequenza e da una complessa struttura di elaborazione dati che ne riceve i segnali elettrici.

#### Base idrofonica

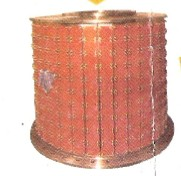
Base acustica cilindrica

Ha il compito di trasdurre le pressioni acustiche dagli impulsi generati dai vettori in deboli tensioni elettriche da inviare al sistema ricevente dell'intercettatore.

#### Cofano elaborazione dati

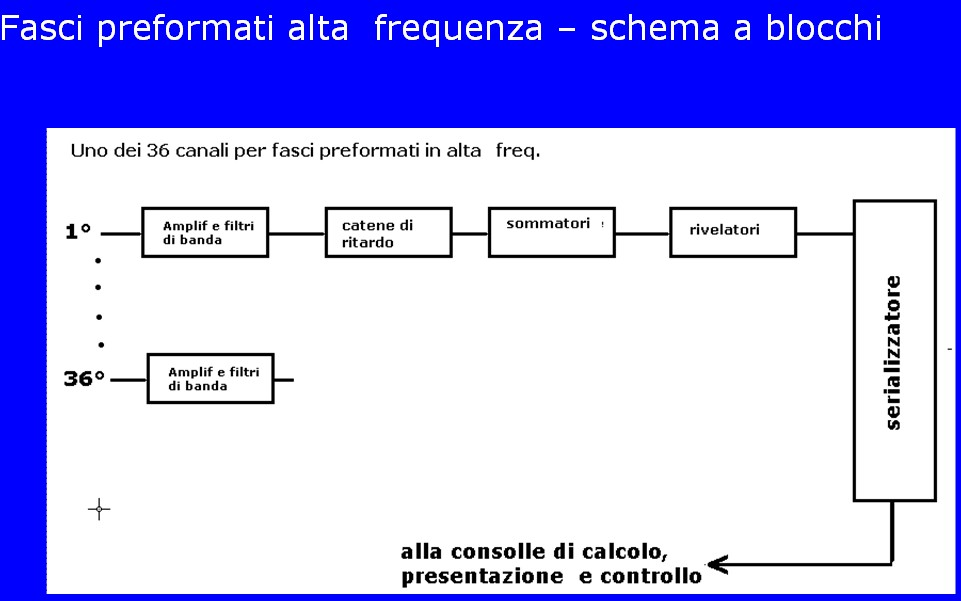
Circuiti per la formazione fasci

La base idrofonica è di tipo cilindrico.
Preamplificatori con connettori di collegamento con la base idrofonica
Ricevitori a fasci preformati in Af
Sistema di rilevamento angolare di precisione della posizione dei vettori
Il cofano di elaborazione dati è composto dalle sezioni funzionali:
Preamplificatori e connettori di collegamento con la base idrofonica, amplificano in modo selettivo i segnali impulsivi generati dalla base. Generalmente il campo delle frequenze di lavoro dell'intercettatore si estende da {\displaystyle 10000\ Hz\ a\ 80000\ Hz}.
Circuiti a fasci preformati Af, generano un insieme di fasci acustici per la scoperta dei vettori per tutto l'arco dell'orizzonte
Sistema di rilevamento angolare di precisione della posizione dei vettori, è indirizzato sulla scorta delle indicazioni fornite dai fasci preformati.

### Elaborazione segnali dei vettori

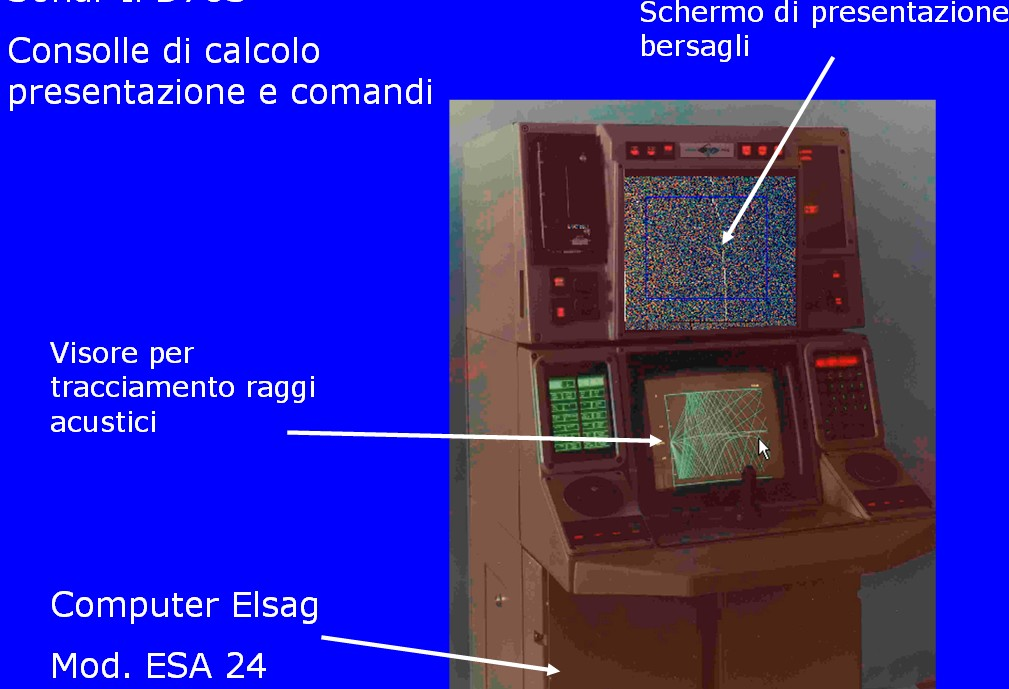
Consolle di calcolo e presentazione delle tracce degli impulsi emessi dai vettori

L'elaborazione dei segnali acustici dovuti alle emissioni impulsive dei vettori è affidata ad un complesso sistema di rivelazione dati governato ed interfacciato con la consolle di comando e controllo.
Funzioni esplicate dalla consolle:
Presentazione a cascata: è un particolare sistema di visualizzazione degli impulsi che ha in ascisse la direzione di scoperta ed in ordinate il tempo trascorso dall'inizio del rilevamento (traccia la storia della traiettoria del vettore) dello scenario subacqueo per la funzione di scoperta, lo schermo video dedicato per tale compito è nella parte alta della consolle.
Presentazione in coordinate cartesiane dei diagrammi relativi ai calcoli del percorso dei raggi acustici in mare ; lo schermo dedicato è nella parte inferiore della consolle.
Presentazione video della funzione BDI .
Comando a mezzo volantino della punteria manuale; presentazione del valore angolare connesso con il rilevamento della posizione dei vettori.

## Calcolo della portata di scoperta
Il calcolo della portata di scoperta dell'intercettatore è simile a quello relativo al sonar passivo; le dimensioni delle variabili sono però diverse rispetto a quello dato che il primo è chiamato a lavorare in un campo di frequenze, livelli, e tempi di durata del fenomeno impulsivo, molto diversi dal secondo.
Nell'intercettatore il percorso dell'impulso emesso dal siluro è pari ad {\displaystyle (R_{o})}, distanza fisica tra sonar e vettore.

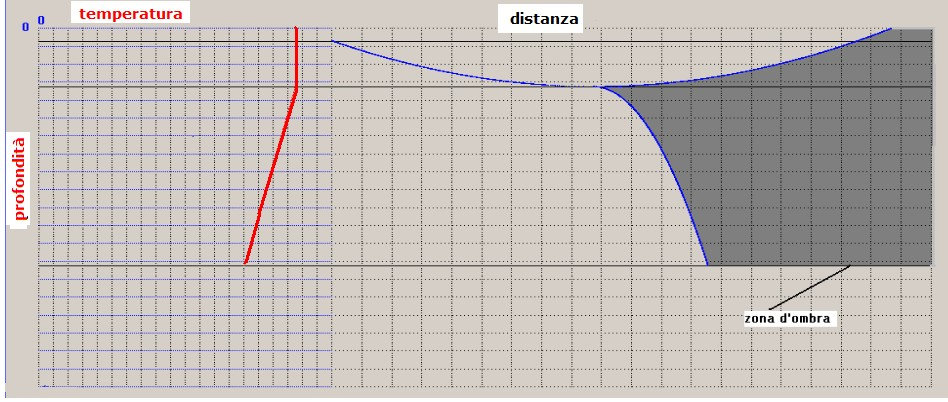
Tracciato propagazione anomala; in grigio la zona d'ombra

La portata di scoperta dell'intercettatore indica in generale la probabile distanza {\displaystyle (R)} alla quale tale componente può scoprire le emissioni di vettori lontani.
La portata di scoperta non è un dato certo, ma una previsione a carattere probabilistico.
Le equazioni che regolano la stima della portata sono valide se il sottomarino non è nella zona d’ombra, tale zona è generata dalla propagazione anomala del suono in mare.

### Variabili
Il calcolo della portata richiede le seguenti variabili :
campo delle frequenze di ricezione espresso in {\displaystyle Hz}
pressione acustica {\displaystyle LI} dell'impulso emesso dal vettore espressa in {\displaystyle dB/\mu Pa/1\ m}.
distanza {\displaystyle R}, secondo le previsioni di calcolo della portata, tra vettore e l'intercettatore espressa in {\displaystyle km}
guadagno {\displaystyle DI} della base acustica dell'intercettatore espresso in {\displaystyle dB}
rumore del mare {\displaystyle NL} espresso in {\displaystyle dB/\mu Pa/{\sqrt {Hz}}}
valori delle probabilità di falso allarme accettate, {\displaystyle Pfa}, espressi in percentuale .
valori delle probabilità di rivelazione volute, {\displaystyle Priv}, espressi in percentuale .
soglia di rivelazione dell'intercettatore {\displaystyle DT} espressa in {\displaystyle dB}, dipende da {\displaystyle Priv} e {\displaystyle Pfa}

### Algoritmo di previsione
La previsione della portata R dell'intercettatore si ottiene dalla soluzione del sistema trascendente:
{\displaystyle {\begin{cases}TL=60+20\cdot \log _{10}{R}+\alpha \cdot R\\TL=SL+DI-NL-DT+10\cdot \log _{10}{BW}\end{cases}}}
Il calcolo di {\displaystyle TL} nella prima equazione è volto a stabilire la massima attenuazione sostenibile dell'impulso emesso dal vettore con le variabili indicate nell'equazione data.
Maggiore sarà il valore di {\displaystyle LI} (pressione acustica dell'impulso emesso dal vettore) più elevata sarà la probabilità di scoperta.
Maggiore sarà il valore del {\displaystyle DI} (guadagno della base ricevente del sottomarino) più elevata sarà la probabilità di scoperta.
Maggiore sarà il valore del {\displaystyle NL} (livello del rumore del mare) minore sarà la probabilità di scoperta.
Maggiore sarà il valore del {\displaystyle DT} (soglia di rivelazione del ricevitore sonar) minore sarà la probabilità di scoperta.
I valori delle probabilità di falso allarme{\displaystyle Pfa} sono implicite nel calcolo del {\displaystyle DT} e sono espressi in percentuale.
I valori delle probabilità di rivelazione {\displaystyle Priv} sono implicite nel calcolo del {\displaystyle DT} e sono espresse in percentuale.
Stabilita l'attenuazione massima che l'intercettatore può accettare per la rivelazione degli impulsi emessi dal vettore, in base alle caratteristiche proprie e alle condizioni esterne, si deve impostare la seconda equazione per il calcolo dell'attenuazione che il suono subisce nel tratto di mare tra il vettore e l'intercettatore.
Dato che l'attenuazione del suono in mare dipende, sia dalla divergenza dei raggi acustici, sia dall'assorbimento delle onde in funzione della frequenza della sorgente, questa dipendenza è espressa dalla seconda equazione:
{\displaystyle TL=60\ dB+10\cdot log_{10}{R}+\alpha \cdot R}
In questa equazione il valore di {\displaystyle TL} esprime l'attenuazione (per divergenza e assorbimento) della pressione dell'impulso acustico emesso dal vettore al variare della distanza {\displaystyle R} e del valore del coefficiente d'attenuazione {\displaystyle \alpha }.
Nell'equazione è ipotizzata la propagazione sferico-cilindrica; il primo addendo, indicato in {\displaystyle 60\ dB} tiene conto del fatto che la variabile {\displaystyle R} è espressa in {\displaystyle km} invece che in metri.
Il secondo addendo è relativo all'attenuazione per divergenza per propagazione sferico-cilindrica, il terzo addendo, infine, è relativo all'attenuazione per assorbimento in funzione di {\displaystyle R} e della frequenza (tramite {\displaystyle \alpha }).

#### Esempio
Un esempio di calcolo della portata di un intercettatore è risolvibile, per via grafica, assumendo le seguenti variabili:
Frequenza dell'impulso trasmesso dal vettore: {\displaystyle F=60000\ Hz}
Livello indice di trasmissione ipotizzato per il trasmettitore del vettore: {\displaystyle LI=210\ dB/\mu Pa/1m}
Livello del rumore del mare messo a calcolo per {\displaystyle SS=6} e {\displaystyle F=60000\ Hz} : {\displaystyle NL=41\ dB/\mu Pa/{\sqrt {Hz}}}
Guadagno di direttività della base ricevente  dell'intercettatore del sottomarino: {\displaystyle DI=26\ dB}
Larghezza di banda del ricevitore:
{\displaystyle BW=1500\ Hz}
Durata d'impulso emesso dal vettore: {\displaystyle t=0.001\ s.}
Probabilità di scoperta: {\displaystyle Priv=98\%}
Probabilità di falso allarme {\displaystyle Pfa=0.0001\%}
Con questa coppia di valori probabilistici dalle curve ROC si legge: {\displaystyle d=25}
Propagazione: sferico/cilindrica
Soglia di rivelazione calcolata con la formula :
{\displaystyle DT=5\cdot log_{10}{(BW\cdot d/t)}} = {\displaystyle 5\cdot log_{10}{(1500\cdot 25/0.001)}} = {\displaystyle 38\ dB}
Con i dati impostati si applica la prima equazione in {\displaystyle TL} ottenendo:
{\displaystyle TL=LI+DI-DT-NL} = {\displaystyle 210\ dB+26\ dB-38\ dB-41\ dB} = {\displaystyle 157\ dB}
Successivamente s'imposta la variazione del {\displaystyle TL} con la seconda equazione in funzione della distanza {\displaystyle R} e del coefficiente di assorbimento {\displaystyle \alpha }
Il valore di {\displaystyle \alpha } ,calcolato con la formula di Thorp  per {\displaystyle f} in {\displaystyle kHz}:
{\displaystyle \alpha =\left[{\frac {0.1\cdot f^{2}}{1+f^{2}}}\right]+\left[{\frac {40\cdot f^{2}}{4100+f^{2}}}\right]+\left[{\frac {2.75\cdot f^{2}}{10^{4}}}\right]}
che, per {\displaystyle F=60\ kHz} rende {\displaystyle \alpha =19.7\ dB/km}
{\displaystyle TL=60\ dB+20\cdot log_{10}{R}+R\cdot \alpha } = {\displaystyle 60\ dB+20\cdot log_{10}{R}+19.7\cdot R}

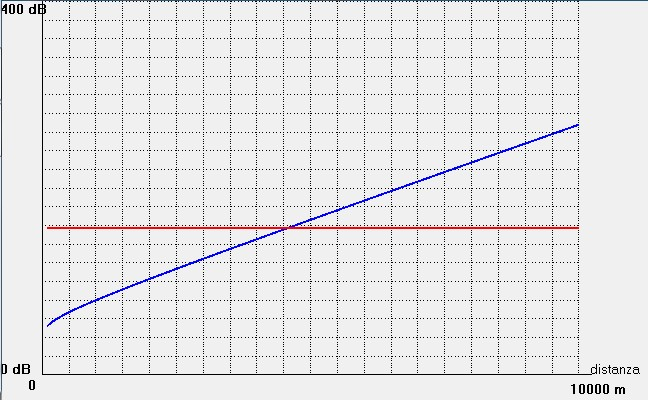
Soluzione grafica della portata dell'intercettatore: curva rossa massima attenuazione consentita a calcolo, curva blu attenuazione in funzione della distanza

In un sistema di assi cartesiani si tracciano:
la curva di {\displaystyle TL} della prima equazione (massima attenuazione consentita dal calcolo), risulta una parallela all'asse delle ascisse.
la curva di {\displaystyle TL} della seconda equazione in funzione di {\displaystyle R.} (risulta una curva convessa).
L'ascissa de punto d'incontro delle due curve, {\displaystyle R=4500\ m}, corrisponde alla portata di scoperta dell'intercettatore. .

## note
Annotazioni
1. ↑  L'intercettatore non si limita alla ricezione degli impulsi emessi dai vettori ma ne controlla gli spostamenti angolari in virtù del circuito BDI (vedi: Collimazione sonar con la trasformata di Hilbert )
2. ↑  Oppure rispetto all'asse longitudinale del battello sul quale è installato il sonar.
3. ↑  La misura si riferisce alla distanza fisica tra sottomarino e bersaglio; da non confondersi con la portata che indica la probabile distanza massima di scoperta del bersaglio
4. ↑  Operazioni di calcolo eseguite dopo rilievi acustici e termici in mare
5. ↑  Generalmente l'operazione di tracciamento dei raggi acustici in mare viene fatta prima d'iniziare la fase di scoperta dei bersagli
6. ↑  La funzione BDI consente di scoprire eventuali accostate del vettore
7. ↑  variabili analoghe sono impiegate anche nel calcolo della portata di un sonar passivo
8. ↑  devono essere estremamente piccoli data la funzione di sorveglianza che l'intercettatore deve svolgere con un basso margine d'incertezza
9. ↑  devono essere molto elevati data la funzione di sicurezza che devono offrire
10. ↑  I calcoli sono confortati dall'impiego del 
Regolo Raytheon
11. ↑  Dati i valori elevati delle frequenze impiegate nei sistemi d'intercettazione le basi di ricezione possono avere dimensioni modeste; ad esempio un base ricevente quadrata di 12 x 12 cm ha una direttività di circa 25 \ dB.
12. ↑  Ricordare che nel caso in esempio la portata calcolata, di {\displaystyle 4500} metri, è subordinata all'accettazione di una probabilità di falso allarme del {\displaystyle 0.0001\ \%} e di una probabilità di scoprire il vettore del {\displaystyle 98\%}

Fonti
1. ↑  Horton, pp. 269-286.
2. ↑  Del Turco, pp. 200-206.
3. ↑  Raytheon.
4. ↑  Urick, pp. 377-403.
5. ↑  Thorp, articolo.